# Po di Volano
Der Po di Volano (oder einfach Volano) ist ein ehemaliger Mündungsarm des Po, der bei Stellata vom Hauptstrom abzweigte, um die Stadt Ferrara zu durchfließen. Er mündet bei Lido di Volano in die Adria.

## Geschichte
Im Mittelalter war dies der Hauptlauf des Po, zumindest bis zum „Dammbruch von Ficarolo“ im Jahr 1152, als der Fluss in der Nähe der gleichnamigen Stadt in der Provinz Rovigo an mehreren Stellen über das linke Ufer trat, das Land und die Polesine-Täler überschwemmte und ab diesem Abschnitt seinen heutigen Lauf nahm.
Ab diesem Zeitpunkt verlor der Po di Volante zunehmend an Umfang und Bedeutung. Innerhalb des Stadtgebietes von Ferrara zweigt ein weiterer Flussarm, der Po di Primaro, nach rechts ab. Er floss einst nördlich von Ravenna nachdem er Argenta umflossen hatte.
Nach dem „Durchstich von Porto Viro“ durch die Venezianer im Jahr 1604 verschlammte der Arm von Volano ebenso wie der Arm von Primaro nach und nach und wurde zu einem regulierten Kanal reduziert.

## Verlauf
Dieser Fluss beginnt ab dem Burana-Kanal, der in der Nähe von Darsena San Paolo in Ferrara bei der Via Otello Putinati das Wasser des Giovanni Boicelli-Kanals (aus dem Po) aufnimmt und sich dann in den Po di Volano und den Po di Primaro teilt. In Migliarino teilt er sich in zwei Arme: Der eine, der Migliarino-Kanal, fließt in Richtung Ostellato und mündet bei Porto Garibaldi ins Meer; der andere, der den Namen „Volano“ behält, fließt durch die Gemeinden Tresigallo, Massa Fiscaglia und Codigoro und mündet östlich von Codigoro bei Lido di Volano ins Meer. Zwischen den beiden Orten bildet er das Naturschutzgebiet Riserva naturale Po di Volano.

### Brücken
Die älteste Brücke über den Fluss im Stadtgebiet von Ferrara ist die Ponte San Giorgio. Sie wurde durch andere Brücken ergänzt, die die nach den Ortschaften benannt sind, die sie berühren (die Addolorata-Fußgängerbrücke, die Migliarino-Brücke, die Massafiscaglia-Brücke, die Klappbrücke von Codigoro). Im Jahr 2023 wurde die Brücke zwischen Sabbioncello San Vittore und Denore restauriert. Im April 2023 begannen die Arbeiten für den Abriss und den Bau einer neuen Brücke in Final di Rero, in Tresigallo, um die Durchfahrt von europäischen Schiffen der Klasse Va im Hinblick auf den Ausbau der Wasserstraße Ferrara-Ravenna zu ermöglichen.